# هرمان بورهاوه
هرمان بورهاوه (Dutch: [ˈɦɛrmɑn ˈbu:rˌɦa:və] (به هلندی: Herman Boerhaave) ‏ (۱۶۶۸-۱۷۳۸) گیاه‌شناس، انسان‌گرا و پزشک هلندی بود.

## زندگی‌نامه
بورهاوه فرزند کشیشی روستایی و فقیر بود و خود او نیز می‌خواست شغل پدر را در زندگی پیشه سازد. او ابتدا در شهر «لیدن» به‌عنوان دانشجوی الهیات شروع به تحصیل کرد اما به‌زودی دریافت ریاضیات و شیمی و گیاه‌شناسی به مراتب بیش از الهیات به ذوق و سلیقهٔ او نزدیک است و پس از اندیشهٔ بسیار سرانجام تصمیم گرفت خود را به دانشکدهٔ پزشکی منتقل سازد ولی چون نمی‌خواست این تغییر تصمیم توجه دیگران را جلب کند به دانشگاه دیگری رفت و دیپلم پزشکی خود را از دانشگاه هاردویک گرفت و سپس به لیدن بازگشت و به‌عنوان طبیب در این شهر مستقر گردید.
از آن‌جا که در آغاز کار بیماران چندانی به‌سراغ او نمی‌آمدند فرصت کافی داشت که به مطالعات بیشتری خاصه در ریاضیات بپردازد.

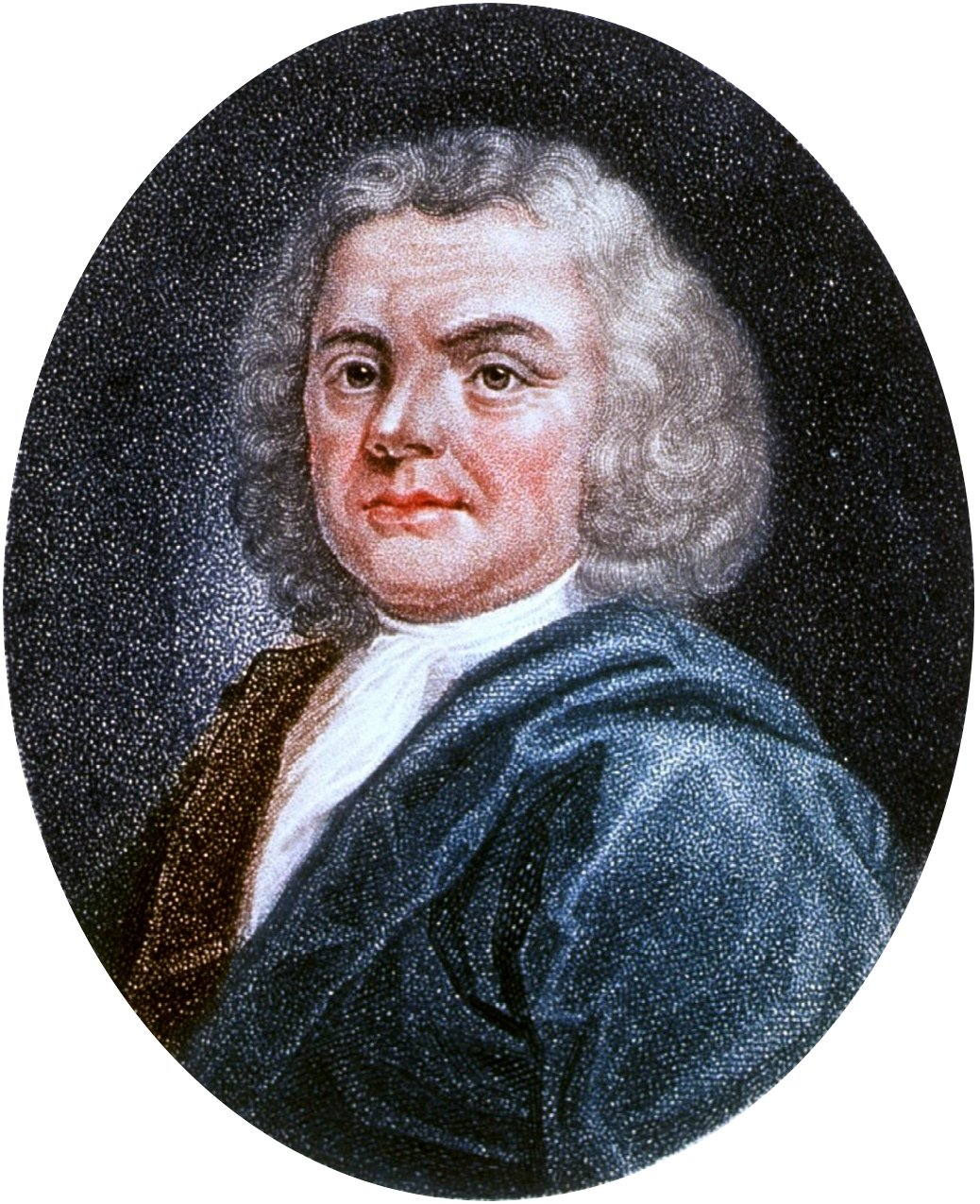

در سال ۱۷۰۱ به سمت مدرس طب نظری در دانشگاه لیدن معین گردید و به‌قدری در کار خود توفیق حاصل کرد که دو سال بعد دعوتی به‌منظور استخدام از دانشگاه خرونینگن دریافت کرد؛ ولی دانشگاه لیدن نمی‌خواست او را از دست دهد بنابراین حقوق او را افزایش داد و متعهد شد که اولین کرسی بلاتصدی دانشگاه را به او تفویض کند. چون در آن اوقات هم استادان دانشگاه عمر طویل داشتند، بوئرهاو ناچار شش سال در انتظار این ترفیع مقام ماند. وقتی پتر هوتون (Peter Hotton) در سال ۱۷۰۹ درگذشت، بوئرهاو به‌جای او کرسی استادی گیاه‌شناسی را صاحب شد و این منصب برای او تصدی باغ‌های گیاه‌شناسی را نیز به‌همراه داشت. وی چنان با سعی و کوشش به کار پرداخت که با وجود زمستان شدید سال ۱۷۰۹ توانست در سال ۱۷۱۰ فهرستی از گیاهان باغ‌ها تهیه کند که از هر حیث مافوق فهرست‌های همهٔ متقدمان بود.
هر روز صبح برای دانشجویان به نمایش و تعریف گیاهان می‌پرداخت و صدها گیاه به آنان نشان می‌داد که در میان آن‌ها اسامی تازه و مکرر وجود داشت بی‌آن‌که از یادداشتی استفاده کند. دیری نگذشت که باغ‌های نباتات لیدن در شمار بهترین باغ‌های جهان شد.
جالب‌ترین جنبهٔ کار بورهاوه آن بود که در باغ‌های نباتی وی همه‌چیز چنان با نظم و دقت مرتب شده بود که هر شخص خارجی فقط با در دست داشتن فهرست بوته‌ها می‌توانست هر گیاهی را به‌وسیلهٔ ترتیب تقسیم‌بندی آن‌ها و شماره‌های مخصوصی که به آن‌ها نصب شده بود بشناسد.
آنچه بورهاوه به‌واقع در آن نظیر و تالی نداشت حوزهٔ تعلیمات بالینی بود زیرا در سال ۱۷۱۴ پس از درگذشت بیدلو (Govert Bidloo) تصدی کرسی بالینی را برعهده گرفت. در کنار بستر بیمار گویی تمام نیروی شخصیت وی یک‌جا آشکار می‌شد. وی با دانش و نظر تیزبین پزشکی حاذق و قادر به تشخیص بیماری‌ها به بالین بیماران نزدیک می‌شد. نه فقط به ایشان دوا و نصایح مفید می‌داد، بلکه با نهایت لطف و محبت رفتار می‌کرد و هنگامی که به تدریس و استدلال مسایل پزشکی می‌پرداخت دقت بیان و قدرت منطق او حاضران را به‌کلی مجذوب می‌کرد!
در بیمارستان او دو اتاق بود که هر کدام از آن‌ها شش تختخواب داشت. این دو اتاق به‌منزلهٔ دو کلینیک خصوصی، یکی زنانه و یکی مردانه، به‌کار می‌رفت و از آن‌ها به‌منظور تعلیم پزشکی عملی بهره‌برداری می‌شد. می‌توان گفت که نیمی از پزشکان اروپا در کنار این ۱۲ تختخواب تعلیمات بالینی آموختند. هر روز چند بار بوئرهاو به بیماران سرکشی می‌کرد و حالات بیماری آنان را برای شاگردان شرح می‌داد و از شاگردان ارشد می‌خواست در هر مورد نظرات عملی بدهند.
در نظر بورهاوه، از معاصران او توماس سیدنهام (Thomas Sydenham) از همه معتبرتر و پرارزش‌تر بود و دربارهٔ او می‌گفت: «هر بار نام این مرد را بدون مدح و ستایش بر زبان آورم باید از خجالت سرخ شوم.»

Aphorismi de cognoscendis et curandis morbis, ۱۷۲۸

حقیقت این است که در آغاز قرن هجدهم بوئرهاو بر تمام پزشکان جوان و دانشجویان پزشکی نفوذ و جاذبه‌ای اعمال می‌کرد که نظیر آن هرگز مشاهده نشده بود. تعداد مراجعان او سال به سال افزایش می‌یافت و طبق نوشتهٔ هالر هر روز از ساعت ۱۰ صبح تا ۱۲ در محکمهٔ او از بیمارانی که قصد دیدن او را داشتند ازدحامی بود. زیرا فشار کار دیگر اجازه نمی‌داد که وی در خانهٔ بیماران به‌عیادت رود. غالباً هنگام صبح پذیرایی از بیماران بیش از وقت مقرر به‌طول می‌انجامید، به‌طوری که ساعت تدریس فرا می‌رسید بی‌آن‌که وی فرصتی برای غذا خوردن داشته باشد. در ساعت سه بعدازظهر بیماران دیگری به محکمه می‌آمدند.
نام بوئرهاو آن‌چنان مشهور و زبانزد خاص و عام شد که دانشجویان از سراسر دنیا برای استفاده از محضر وی به لیدن می‌آمدند. یک بار فنلون، سفیر فرانسه در هلند، بر سر راه او در انتظار ایستاد تا هنگام خروج وی از کلاس درس او را ملاقات کند!
در نتیجهٔ درخشش تعلیمات وی، دانشگاه لیدن که وی در آن‌جا مقام استادی داشت، به کانون زندگی و فعالیت پزشکی مبدل شد.
در سال ۱۷۲۵ مبتلا به درد مفاصل شد و چنان از التهاب مفاصل رنج می‌برد که خواب و آرام نداشت. حملات نقرس آن‌چنان شدید و پی‌درپی شد که ناچار از قسمتی از کار خود دست کشید و در سال ۱۷۲۹ از تدریس شیمی و گیاه‌شناسی کناره گرفت تا این‌که در سال ۱۷۳۸ که هفتادمین سال زندگی وی بود رنج‌های او پایان یافت. مقبرهٔ او در کلیسای سنت پیترزکرک (Saint Pieterskerek) در شهر لیدن قرار دارد و هر بار که کنگره‌ای پزشکی در آن شهر برگزار می‌شود بنای یادبود او را با گل می‌آرایند.

## تالیفات
از هرمان بورهاوه دو کتاب به نام‌های «مفردات پزشکی» (Institutiones medicae) در سال ۱۷۰۸ و «جملات قصار دانشمندان و پزشکان معالج بیماری‌ها» در سال ۱۷۰۹ منتشر شد. نظر به شهرت نویسندهٔ مزبور، این دو کتاب بارها به چاپ رسیدند.